# José María Márquez
José María Márquez Coloma, dit Chema Márquez, né le 20 décembre 1996 à Madrid, est un handballeur international espagnol évoluant au poste de demi-centre ou d'arrière gauche. 
Il a terminé trois fois meilleur buteur du Championnat d'Espagne. Il évolue depuis 2022 en France au Saint-Raphaël Var Handball.
Avec l'équipe nationale espagnole, il est vice-champion d'Europe en 2022.

## Palmarès

### En clubs
- Deuxième du Championnat d'Espagne (1) : 2022

### En équipe nationale
- Médaille d'or au Championnat du monde junior 2017
- finaliste du championnat d'Europe 2022
- Médaille d'or aux Jeux méditerranéens de 2022

### Distinctions individuelles
- meilleur buteur du Championnat d'Espagne (3) : 2017, 2018, 2022